# Сочи (футбольный клуб, 2013)
«Сочи» — российский футбольный клуб из города Сочи. Образован в 2013 году. В сезонах 2014/15 и 2016/17 выступал в Первенстве ПФЛ России, зона «Юг».

## История
Футбольный клуб «Сочи» дебютировал в зоне ЮФО-СКФО Третьего дивизиона (ЛФК) с крупной победы над «Магасом-ИнгГУ» из Назрани — 6:2.
После расформирования «Жемчужины» в 2003 году неоднократно предпринимались попытки вернуть в Сочи профессиональный футбол. Последняя была предпринята летом 2013, когда в город должна была переехать щёлковская «Спарта», однако учредители проекта отказались от его финансирования.
В сезоне-2013 ФК «Сочи» выступал в третьем дивизионе (зона ЮФО-СКФО) и занял 2-е место, получив право в сезоне 2014/15 выступать во втором дивизионе, зона «Юг».
В июле 2015 года прекратил существование в связи с финансовыми проблемами.
В 2016 году клуб был воссоздан. 9 июня 2016 года прошёл лицензирование РФС для участия в сезоне-2016/17 в Первенстве ПФЛ.
В июне 2017 года руководством клуба было заявлено о том, что принято решение пропустить сезон-2017/18 Первенства ПФЛ.

## Тренеры
- Дмитрий Пятибратов (июль 2013 — июнь 2014)
- Олег Василенко (август — 1 ноября 2014)
- Сергей Горлукович (2014, с 3 ноября)
- Александр Тумасян (2015)
- Дмитрий Пятибратов (2015, и. о.)
- Геннадий Бондарук (30 марта — 30 августа 2016)[5]
- Годунок, Дмитрий Владимирович (31 августа — 8 сентября 2016, и. о.) — матч «Легион Динамо» — «Сочи» 1:0
- Хазрет Дышеков (9 сентября 2016—2017)

## Чемпионат России
| Сезон   | Дивизион                                      | Дивизион                                      | Место    | И  | В  | Н | П | Мячи  | О  | Примечания                                                               | Примечания                                                               |
| ------- | --------------------------------------------- | --------------------------------------------- | -------- | -- | -- | - | - | ----- | -- | ------------------------------------------------------------------------ | ------------------------------------------------------------------------ |
| 2013    | Первенство ЛФК (III дивизион), зона ЮФО/СКФО. | Первенство ЛФК (III дивизион), зона ЮФО/СКФО. | из 7     | 12 | 8  | 3 | 1 | 27-9  | 27 | Выход в ПФЛ                                                              | Выход в ПФЛ                                                              |
| 2014/15 | Первенство ПФЛ, зона «Юг».                    | 1-й этап, группа 1                            | 18 из 18 | 14 | 2  | 5 | 8 | 14-26 | 10 | 8-е место из 8*                                                          | Клуб был расформирован по окончании сезона                               |
| 2014/15 | Первенство ПФЛ, зона «Юг».                    | 2-й этап, группа В                            | 18 из 18 | 10 | 1  | 2 | 7 | 10-24 | 5  | 6-е место из 6                                                           | Клуб был расформирован по окончании сезона                               |
| 2016/17 | Первенство ПФЛ, зона «Юг».                    | Первенство ПФЛ, зона «Юг».                    | 7 из 16  | 30 | 13 | 9 | 8 | 44-32 | 48 | Воссоздание. По окончании сезона — отказ от выступления в сезоне 2017/18 | Воссоздание. По окончании сезона — отказ от выступления в сезоне 2017/18 |

* По ходу турнира крымские клубы были исключены из турнира, результаты матчей с их участием были аннулированы.